# 1946年法定文書法令
《1946年法定文書法令》（英語：Statutory Instruments Act 1946）是英國國會的一項法令，管限法定文書的制定。在2011年前，該法令還適用於根據蘇格蘭議會法令制定的蘇格蘭法定文書。

## 外部連結
- 维基文库中的文獻全文：Statutory Instruments Act, 1946